# Ipolito Fenukitau
Ipolito Fenukitau (ur. 22 lipca 1972) – tongański i australijski rugbysta grający w trzeciej linii młyna. Reprezentant Tonga oraz brązowy medalista Igrzysk Wspólnoty Narodów 1998 z reprezentacją Australii.
Na poziomie klubowym związany był z Queanbeyan Whites, podobnie jak kuzyni Anthony i Saia Faingaʻa, zaś w Super 12 do 2000 roku występował w barwach Brumbies. Po zakończonych na finale rozgrywkach wyjechał do Japonii, gdzie grał w Ricoh Black Rams, a następnie w Yamaha Jubilo.
W 1995 roku występował z reprezentacją Tonga w rozgrywkach Super 10, a następnie podczas Pucharu Świata w Rugby 1995 był wyróżniającym się graczem w meczach z Francją i Szkocją. Z australijską reprezentacją wziął udział w turnieju rugby 7 na Igrzyskach Wspólnoty Narodów 1998 zdobywając brązowy medal. Występ ten przysporzył mu problemów, gdy został powołany w składzie Tongijczyków na Puchar Świata w Rugby 2003, musiał bowiem uzyskać zgodę IRB.
Ogółem w reprezentacji Tonga w latach 1993–2003 rozegrał 18 meczów zdobywając 15 punktów, a sześć z tych występów miało miejsce w Pucharach Świata.
Występował także w międzynarodowym turnieju weteranów World Rugby Classic.